# Rosapaeda
Rosapaeda is het pseudoniem van Antonella Di Domenico (Bari, 26 augustus 1961), een Italiaanse zangeres. Van 1983 tot 1992 was ze zangeres van de groep Different Stylee, een van de eerste formaties in Italië die reggae ten gehore bracht. Na de ontbinding van Different Stylee richt ze zich meer op het cultureel erfgoed van Apulië. 

## In Forma Di Rosa (2001)
Het album In Forma Di Rosa is sterk beïnvloed door het cultureel erfgoed van Apulië. 
- Het eerste nummer, 'Bari Mediterranea', is een liefdesverklaring aan de stad Bari en laat door zijn klank en instrumentatie (in het nummer zijn o.a. een riq en een Arabische drum te horen) sterk Arabische invloeden zien. De tekst is van de Italiaanse acteur Dante Marmone, die eveneens uit Bari komt, de muziek is geschreven door Eddi Romano.
- Het nummer 'Ta Tavudia' wordt gezongen in een Oudgrieks dialect en is eveneens beïnvloed door het plaatselijk cultureel erfgoed maar heeft buiten de Oost-Europees aandoende accordeon qua structuur en frasering een klank die doet denken aan Afrikaanse muziek.
- Het nummer 'Piccola Follia' heeft ondanks gebruik van een melodie in een Arabische toonladder een sterk Afrikaanse ritmiek, ook getuige de Djembé gespeeld door Ibu Mboye Ning.
- 'Cantato delle Lavandaie' (lied van de wasvrouwen) is een middeleeuws, Napolitaans lied, voor het album gearrangeerd in het relatief zeldzame 5/4-ritme. Het heeft onder andere een gitaar, een klarinet en een accordeon in de bezetting en doet door een relatief lang instrumentaal interval enigszins denken aan sommige liederen van de vroegere Engelse componisten Henry Purcell en John Dowland, waarin de instrumentale bezetting vaak het gehele couplet van het lied nog eens herhaalt.

## Discografie
- 1999 - Facce (Sottosuono, distr. Felmay)
- 2001 - In forma di rosa (Sottosuono, distr. Felmay)
- 2007 - Mater Heart Folk (Felmay)
- 2008 - Napoli in Me (Felmay)